# Al-Shaab Cultural & Sports Club
Al-Shaab CSC (en árabe: الشعب‎) fue un equipo de fútbol de los Emiratos Árabes Unidos que militó en la Primera División de los Emiratos Árabes Unidos, la liga de fútbol más importante del país.

## Historia
Fue fundado en el año 1974 en la ciudad de Sharjah, uno de los emiratos del norte del país y nunca han ganado el título de la máxima categoría. Su logro más importante ha sido en ser campeón de copa en una ocasión y ganar la supercopa una vez.
A nivel internacional su mejor participación ha sido en la Recopa de la AFC 1994-95, en la cual perdieron la final ante el Yokohama Flügels de Japón.
En 2017 el club se fusiona con el Sharjah FC y desaparece.

## Palmarés
- Copa de los Emiratos Árabes Unidos: 1

1992/93
- Supercopa de los Emiratos Árabes Unidos: 1

1993/94

## Jugadores

### Jugadores destacados
| - Billy Celeski - Michaël N'dri - Godwin Attram - Prince Tagoe - Maysam Baou - Hossein Faraki - Javad Kazemian - Mehrzad Madanchi - Ali Samereh - Nader Altarhoni | - Mensur Kurtisi - Merouane Zemmama - Mohammed Kallon - Julius Wobay - Lassaad Ouertani - Adnan Al Talyani - Adrián Eduardo Fernández - Jesús Meza |

Los jugadores en Negrita continúan en activo.